# 청기사파
청기사파(Der Blaue Reiter)는 1911년부터 1914년까지 활동한 표현주의 화풍 중 하나이다. 대표적인 화가는 바실리 칸딘스키, 프란츠 마르크, 파울 클레, 가브리엘레 뮌터 등이 있다. 이들은 에른스트 키르히너 등이 결성한 다리파(1905~1913)과 함께 유럽에서 표현주의의 정착에 기여했다. 청기사파는 제 1차 세계대전의 시작과 함께 칸딘스키가 러시아로 압송되고 마르크가 살해당하면서 종말을 맞았다.

## 배경
독일 뮌헨에서 발생한 화풍으로, 뮌헨 신미술가협회에서 비롯되었으나 예술관의 차이로 개별적인 노선을 걷게 되었다. 신미술가협회의 회장이었던 칸딘스키는 새로운 기법에 대한 수용에 있어 회원들과 갈등을 빚은 뒤, 표현의 자유를 강조하는 독자적인 화풍의 개발을 결심하게 되었다. 그는 프란츠 마르크와 함께 푸른 색에 대한 선호와 기사의 낭만적 상징이라는 공통점을 바탕으로 1912년 피퍼 서점에서 <청기사> 잡지를 발간하였으며, 색과 추상을 통해 내면적 진실을 표현할 것을 추구했다.

## 어원
청기사파, 즉 말 그대로 푸른 기사라는 어원은 칸딘스키와 마르크의 작품 세계에서 중요했던 두 요소인 푸른색과 말을 상징한다. 마르크에게 말을 비롯한 동물은 순수한 영혼성을 대표했고 칸딘스키는 푸른색을 현대의 물질주의에 대항하는 시원의 색으로 보았다.

## 활동
청기사파는 정기적으로 <청기사>잡지 연감을 발행했다. 1911년 6월부터 계획되어 9월에는 계약이 체결되어 다양한 예술가, 작가들의 협력으로 공동 작업을 진행했다. 이 잡지는 주류 화풍에 반대해 전위 예술가, 어린이와 아마추어, 그리고 비유럽권의 작품을 수록해 아르 브뤼, 나이브 아트 등 근대 미술관의 형성에 기여했다.
창립자인 칸딘스키와 마르크 외에 가브리엘 뮌터, 알렉세이 폰 야블렌스키, 파울 클레, 아우그스트 마케등이 청기사파 사조를 범유럽적 예술운동으로 변모시켰다. 예술활동에 있어 통일된 강령이나 주제는 없었지만, 청기사파의 화가들은 모두 정신성을 표현하기 위해 중세 미술과 원시 예술을 참고했으며 야수파, 입체파 화가들과의 조우를 통해 추상화의 방향으로 진전해 갔다 표현의 자유가 중시되었기 때문에 다양한 상징과 기법이 공존했는데, 마르크는 동물, 칸딘스키는 형태의 음악성, 클레는 환상주의, 그리고 마케는 강렬한 색채를 중시했다. 칸딘스키는 그의 저서 <정신성과 예술(1911)>에서 색이 표현되는 주제와 무관하게 인간의 정신성에 직접적인 영향을 미칠 수 있다고 설명했다: "색은 건반이고, 눈은 망치요, 영혼은 여러 개의 줄을 가진 피아노다. 예술가는 그것을 연주하는 손으로, 영혼에 파장을 일으키기 위해서 건반을 건드리게 된다."
1911년부터 1912년까지는 유럽을 순회하는 청기사파 전시회가 개최되었다. 첫 전시회는 탄호이저 화랑에서 열렸고 두 번째는 골츠 화랑에서였다.

## 작품
- 바실리 칸딘스키, <푸른 기사> (1903)
- 프란츠 마르크, <파란 말 II> (1911)
- 아우구스트 마케, <동물원> (1912)

## 참고 문헌
- 두산동아백과-청기사파